# Condado de Hutchinson (Dakota do Sul)
O Condado de Hutchinson é um dos 66 condados do Estado americano da Dakota do Sul. A sede do condado é Olivet, e sua maior cidade é Olivet. O condado possui uma área de 2 109 km² (dos quais 4 km² estão cobertos por água), uma população de 8 075 habitantes, e uma densidade populacional de 4 hab/km² (segundo o censo nacional de 2000).